# Hauptstädte Litauens
Hauptstädte Litauens waren:
1. Kernavė (bis etwa um 1316)
2. Trakai (etwa um 1316–1323)
3. Vilnius (etwa um 1323–1920)
4. Kaunas (1920–1940)
5. Vilnius (seit 1940).

## Geschichte und Gegenwart
Kernavė und Trakai waren die frühesten Herrschaftsorte litauischer Großfürsten.
Kernavė wird als Sitz des ersten und einzigen litauischen Königs Mindaugas gehalten. Heute ist es als Ort von vielen Burgbergen (piliakalnis) mit imposanten archäologischen Funden ein touristisch attraktives Zentrum.
Trakai ist berühmt durch seine wiedererrichtete Wasserburg. Seit Vytautas Zeiten war Trakai ein Siedlungsplatz für die Karaimen, Tataren, einer jüdischen Sekte.
Vilnius wurde laut einer Legende gegründet, nachdem der Großfürst Gediminas von einem Wolf auf dem Berg geträumt hatte und dies von Lizdeika als Zeichen der baltischen Götter für die Errichtung einer neuen litauischen Hauptstadt zu verstehen sei. Urkundlich wurde es erstmals 1323 erwähnt. Vilnius war lange Zeit das litauische Machtzentrum. Es verfügt über eine große multiethnische Vergangenheit. Heute gilt Vilnius als das geistig-kulturelle Zentrum des heutigen Litauens.
Kaunas war in der Zwischenkriegszeit „zeitweilige Hauptstadt“, während Vilnius polnisch verwaltet war (litauisch-polnische Beziehungen sind bisher nicht spannungsfrei). So war Kaunas als litauischste Stadt erfahren – konservativ, patriotisch und die Vytautas-Stadt. Im Machtzentrum der ersten Republik gibt es viele Repräsentativbauten der 1930er Jahre. Kaunas gilt als Gegenpol zum mittelalterlichen, hanseatischen Stadtkern und ist kulturell stark geprägt (die Museenstadt mit, zum Beispiel, einer Sammlung Tausender Teufel).
Das geistig-kulturelle Zentrum des heutigen Litauens ist zweifelsfrei wieder die Hauptstadt Vilnius. Es war lange Zeit das litauische Machtzentrum gewesen. Heute gilt Vilnius als europäische Stadt und Wirtschaftszentrum Litauens: Im Bezirk Vilnius beträgt der Anteil an ausländischen Investitionen etwa 60 %, das BIP ist etwa 30 % höher als der BIP-Durchschnitt der litauischen Bezirke (BIP beträgt in der Stadt Vilnius über 4 000 LTL oder 1 200 Euro pro Kopf).